# Campanha britânica do conde Teodósio
Campanha britânica do conde Teodósio, conhecida também como Grande Conspiração, foi um conjunto de operações conduzidas pelo general romano Flávio Teodósio, pai do futuro imperador romano Teodósio I, entre 367 e 369. Amiano Marcelino descreve esta invasão como uma "conspiração bárbara" contra o Império Romano, daí o seu nome.

## Contexto histórico
Durante o reinado do imperador romano Valentiniano I, a província da Britânia entrou numa situação caótica. Generais corruptos retinham o dinheiro enviado por Roma para o pagamento das tropas e esta corrupção gerava um grave descontentamento entre os soldados. No inverno de 367, a guarnição romana na Muralha de Adriano se revoltou e desertou, permitindo que os pictos da Caledônia invadissem a Britânia. Simultaneamente, os atácotos, os escotos da Hibérnia e os saxões da Germânia desembarcaram na ilha, possivelmente um ataque coordenado, atacando as fronteiras oeste e sudeste da ilha respectivamente. Francos e saxões provavelmente também desembarcaram no norte da Gália. Os areanos, agentes romanos locais que forneciam informações sobre os movimentos dos bárbaros aparentemente traíram seus mestre em troca de recompensas, o que permitiu que os romanos fossem pegos completamente de surpresa. Os soldados desertores e escravos fugidos se reuniram em bandos que vagavam pela região roubando e matando para se sustentarem.
As notícias da "conspiração bárbara" estão na obra de Amiano Marcelino, mas o relato é bastante confuso. Algumas partes do texto são consideradas inverossímeis por alguns historiadores modernos, o que deu origem a uma série de interpretações dos fatos narrados. Segundo Amiano, enquanto viajava de Samarobriva para Augusta dos Tréveros, Valentiniano recebeu uma "alarmante notícia": os bárbaros, depois de terem invadido a Britânia, estavam devastando a ilha sem enfrentar nenhuma oposição, tendo inclusive assassinado Nectarido, o conde (general) da costa saxônica (em latim: comes litoris Saxonici per Britannias), e aprisionado um outro, Fulofaudes, que detinha o título de duque da Britânia (em latim: Dux Britanniae), o responsável pela defesa do limes setentrional da Britânia, capturado numa emboscada. 
Segundo Amiano, o imperador decidiu intervir e, num primeiro momento, enviou o general Severo com reforços numa tentativa de restaurar a ordem e interromper a invasão. Mas ele foi reconvocado logo em seguida juntamente com Jovino, que seguia para substituí-lo. Os bárbaros avançaram até Kent e os saques perpetrados por eles foram devastadores. Segundo testemunhas oculares, membros da tribo dos atácotos, que também atuavam como auxiliares no exército de Valentiniano, chegaram a cometer atos de canibalismo. Finalmente, em 367, como as notícias continuavam chegando dando conta da situação desesperadora na Britânia, Valentiniano decidiu enviar o general Teodósio, pai do futuro imperador Teodósio I, com várias legiões e coortes. 
Contudo, segundo outros historiadores, a sequência de eventos descrita por Amiano é inverossímil, principalmente pela perda de tempo incorrida na decisão de enviar Severo, chamá-lo de volta, enviar Jovino e também chamá-lo de volta e finalmente enviar Teodósio. De uma análise do texto de Amino é possível imaginar que tanto Nectarido quanto Fulofaudes tenham sido comandantes romanos na Gália, na costa do Canal da Mancha; é possível que eles tenham sido mortos nas incursões dos francos e saxões na região. Foi somente quando Jovino foi enviado por Valentiniano para resolver a situação na Gália que ele soube notícias da Britânia e, por conta disto, Valentiniano decidiu enviar um outro general, Teodósio, enquanto seu preferido (Jovino), estava ocupado na Gália.

## Guerra
Antes da chegada de Teodósio, os pictos, divididos em duas tribos (dicalidônios e verturiões), juntamente com os atácotos e os escotos, estavam devastando a Britânia. No inverno de 367-368, Teodósio, chegando na costa de Bonônia, separada da Britânia pelo Canal da Mancha, decidiu zarpar para a ilha sozinho, sem levar consigo naquele momento nenhum soldado consigo, desembarcando em Rutúpias (Rutupiae). A intenção de Teodósio provavelmente era obter informações pessoalmente sobre a efetiva situação na ilha sem ter que esperar a chegada de seus próprios soldados, que invernariam na Gália, com o objetivo de já ter um plano bem definido quando eles chegassem. Uma vez desembarcadas as suas legiões — batavos, hérulos, jovianos e vitoriosos (victores) —, Teodósio marchou até a antiga cidade de Londínio, na época também conhecida como "Augusta". Ali, Teodósio dividiu suas tropas em vários regimentos, ordenando que eles atacassem os bandos inimigos quando estivessem retornando carregados de espólios dos saques e de surpresa. Uma vez derrotados os bandos e devolvidos os bens recapturados aos legítimos donos (depois de reter uma pequena parte como recompensa para seus homens), Teodósio entrou triunfalmente em Londínio, aclamado pela população que o chamou de "libertador".
Enquanto estava em Londínio, Teodósio, encorajado por seus sucessos iniciais a realizar campanhas de maior porte, soube através da confissão de prisioneiros e de relatos dos desertores romanos que os invasores estavam em grande número e que só podiam ser derrotados por um ataque de surpresa. Consciente de que precisava de mais reforços, Teodósio tomou medidas para que estes desertores pudessem retornar para o exército romano, prometendo não apenas o perdão, mas também vários incentivos. A ação foi um sucesso e vários deles retornaram. Cumprida a primeira parte de sua missão, Teodósio enviou ao imperador um pedido para que fossem enviados para a ilha um homem chamado Civil (em latim: Civilis) para atuar como vigário e também o general Dulcício.

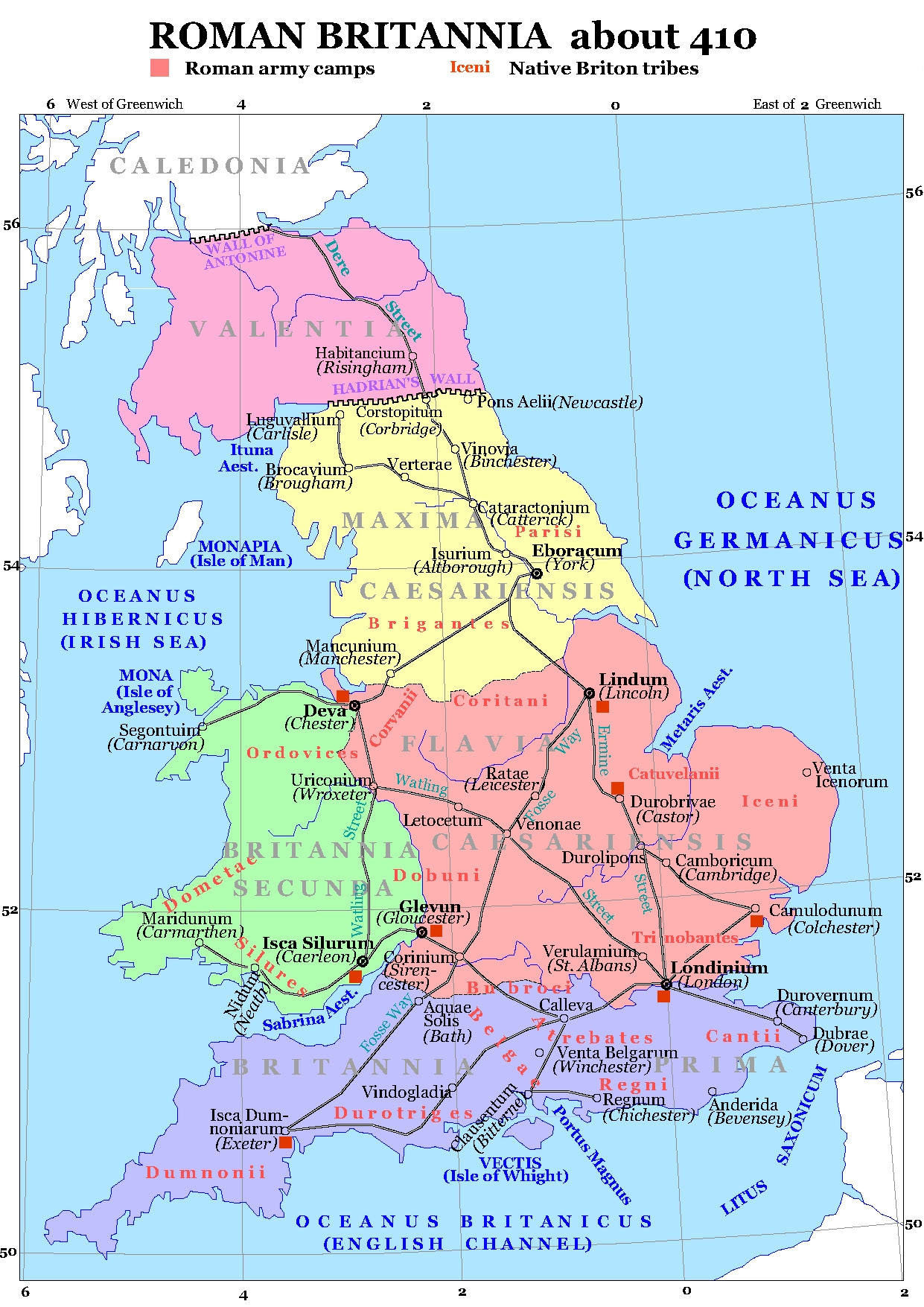
Diocese da Britânia depois da campanha de Teodósio

Mais tarde, Teodósio marchou de Londínio à frente de um grande exército e conseguiu pôr fim às incursões inimigas, utilizando contra os invasores táticas de emboscada, o que lhe permitiu derrotar e obrigar a fuga de várias tribos que até então estavam atuando livremente em território romano. Depois, ele passou a restaurar e fortificar as cidades e fortalezas danificadas durante as invasões. Durante a campanha, Teodósio descobriu a conspiração de um tal Valentino, originário da Panônia Valéria, uma das províncias da diocese da Panônia, e parente do governador e depois prefeito anonário Maximino, exilado na Britânia por causa de um crime sério. Ele começou a tentar convencer outros exilados e soldados com a intenção de declarar uma revolta com a promessa de grandes recompensas. Depois de descobrir o complô de Valentino, Teodósio capturou e puniu os rebeldes: Valentino e alguns dos seus mais aliados mais próximos foram entregues ao general Dulcício e executados. Contudo, Teodósio vetou que fossem conduzidas novas investigações pois temia que, ao condenar à morte tropas comprometidas com Valentino, haveria o risco real de uma revolta.
Uma vez encerrada a revolta, Teodósio voltou a se ocupar das obras de restauração da Muralha de Adriano e das defesas das cidades e fortalezas e também enviou sentinelas e tropas avançadas para proteger a fronteira. Desta forma, ele conseguiu recuperar uma província que já estava praticamente nas mãos do inimigo e a devolveu ao Império Romano nas mãos de um governador legítimo. Em homenagem ao imperador Valentiniano I, que havia recebido com júbilo a notícia da reconquista, a província recuperada recebeu o nome de Valência.
Os panegíricos de Claudiano narram diversos outros atos de Teodósio, que pode ter invadido a remota região de "Tule", onde teria infligido uma dura derrota aos pictos, pode ter navegado com sua frota até o oceano Hiperbóreo e pode ter infligido uma derrota naval aos piratas saxões perto das ilhas Órcades:
| “ | [...] enumerava a ti, [imperador Honório ], os grandes atos de seu avô [Teodósio], objeto de temor, seja na costa ensolarada da Líbia, seja no impraticável Thule: ele subjugou os mauros e pictos, que todos os dias, não mais com falsos nomes, geralmente pintam seu rosto; ele venceu os bravos escotos, a quem perseguiu com sua espada; ele rompeu com seus audaciosos remos as ondas do oceano Hiperbóreo. | ” |
|   | — Claudiano, De III Consulatu Honorii Augusti 55-59. |   |

| “ | Dali procedeu seu avô [Teodósio, avô de Honório], que, exultante por causa de suas vitórias árticas, juntou a elas os novos louros dos massessílios, vencidos na África. Ele foi quem montou acampamento no meio da neve da Caledônia, aquele que jamais removeu seu elmo apesar do calor do verão líbio, que foi o terror dos mauros e britanos, que subjugou a costa da Britânia e com igual sucesso devastou o norte e o sul. Podiam as neves eternas, o ar frio e os mares desconhecidos pará-lo? As Órcades foram tingidas de vermelho pelo massacre dos saxões [...] [e o mesmo aconteceu em Thule no massacre dos pictos]; a glacial Hibérnia lamentou os escotos massacrados. | ” |
|   | — Claudiano, De IV Consulatu Honorii Augusti 25-35.. |   |

## Consequências
Teodósio finalmente descobriu o papel que os areanos tiveram e dispensou seus serviços definitivamente. É possível que ele tenha realizado outras expedições punitivas contra os bárbaros para extrair mais vantagens para os romanos. É certo que a Notitia Dignitatum reporta a existência de quadro unidades de atácotos servindo no continente. Além disto, novos acordos de cooperação foram firmados na fronteira, como com os votadinos, o que marcou a carreira de homens como Paterno.
Depois de ter pacificado completamente a região, Teodósio foi convocado à corte, deixando definitivamente a Britânia. Ele foi recebido com grande alegria pelo imperador e foi recompensado por seus atos com a nomeação para o prestigioso cargo de comandante da cavalaria no lugar de Jovino. Teodósio lutou também na guerra contra os alamanos. Depois disto, ele ainda ajudou a sufocar um revolta na África. Contudo, esta última vitória acabou custando caro, pois, depois dela, Teodósio acabou inimigo de muitos membros da corte imperial, que começaram a conspirar contra sua vida e acabaram conseguindo condená-lo à morte por decapitação.
A Britânia permaneceu no controle da Britânia por mais 40 anos, até 410. 